# Страст
Страстта е емоция, с която се описва отношението на един човек към друг човек, предмет, занимание и др.
Страстта е силно чувство на привързаност, отдаденост, ентусиазъм или особено желание за извършване на нещо определено. Терминът се използва и при описание на живия интерес спрямо някого/нещо, при демонстриране на обвързаност, интимни отношения или почит.

## Етимология
Думата има старобългарски произход. У някои езици, не само в българския, но и в сърбохърватски, руски, украински, чешки и др. първоизточник е глаголът страдам, затова страст се свързва и със страдание, мъчение.